# James McLane
James Price McLane Jr. (ur. 13 września 1930 w Pittsburghu, zm. 13 grudnia 2020 w Ipswich) – amerykański pływak. Czterokrotny medalista olimpijski.
Specjalizował się w stylu dowolnym. W igrzyskach brał udział dwukrotnie, startował w Londynie i Helsinkach, łącznie zdobył trzy złote medale. Podczas IO 48 zwyciężył w wyścigach na 1500 metrów i sztafecie 4 × 200 m oraz wywalczył srebro na dystansie 400 m. Cztery lata później ponownie był członkiem zwycięskiej sztafety. Wielokrotnie bił rekordy świata. Po zakończeniu kariery służył w armii USA.
W swej karierze zdobył także trzy złote medale igrzysk panamerykańskich, wszystkie z nich na igrzyskach w Meksyku.

## Finały olimpijskie
Londyn 1948
- sztafeta 4 × 200 m kraulem – złoty medal
- 1500 m kraulem – złoty medal
- 400 m kraulem – srebrny medal

Helsinki 1952
- sztafeta 4 × 200 m kraulem – złoty medal
- 1500 m kraulem – 4. miejsce
- 400 m kraulem – 7. miejsce